# لیتل ماونتن (کارولینای جنوبی)
لیتل ماونتن(به انگلیسی: Little Mountain) شهری در ایالت کارولینای جنوبی کشور ایالات متحده آمریکا است که جمعیت آن در سرشماری سال ۲۰۱۰ میلادی، ۲۹۱ نفر بوده‌است.